# Evángelos Venizélos
Pour les articles homonymes, voir Venizélos.
Evángelos Venizélos (en grec moderne : Ευάγγελος Βενιζέλος), né le 1er janvier 1957 à Thessalonique, est un juriste, avocat et homme politique grec.
Professeur de droit constitutionnel, il adhère au Mouvement socialiste panhellénique (PASOK) dont il intègre la direction en 1990, puis il est élu député de Thessalonique en 1993. Il est ensuite plusieurs fois ministre dans des gouvernements socialistes jusqu'en 2004.
Candidat malheureux à la présidence du PASOK en 2007 face à Giórgos Papandréou, il devient ministre de la Défense nationale après la victoire des socialistes aux élections législatives de 2009. Deux ans plus tard, il est nommé vice-Premier ministre et ministre des Finances. Il joue alors un rôle important dans la gestion de crise de la dette publique grecque. 
Président du PASOK de 2012 à 2015, il voit son parti s'effondrer lors de deux scrutins législatifs consécutifs en 2012 mais est vice-Premier ministre et ministre des Affaires étrangères du gouvernement de large entente du conservateur Antónis Samarás entre 2013 et 2015.

## Biographie

### Jeunesse et études
Né le 1er janvier 1957 à Thessalonique, Evángelos Venizélos y fit aussi ses études de droit, avec un bref séjour à l'université de Paris II. En 1984, il obtint un poste d'enseignant dans son université avant d'y devenir professeur.

### Carrière politique
Élu de la première circonscription de Thessalonique (Thessalonique A') au Parlement hellénique depuis 1993, Venizélos est aussi professeur de droit constitutionnel à l'université Aristote de Thessalonique
Il s'engagea dans les syndicats étudiants dès 1977 avant d'entrer au PASOK en 1990.
Avant d'être ministre des Finances en 2011, il occupa divers postes gouvernementaux :
- Ministre adjoint à la Présidence et porte-parole du gouvernement (1993-1994) ;
- Ministre de la Presse et des Médias (1994-1995) ;
- Ministre des Transports et de la Communication (1995-1996) ;
- Ministre de la Justice (1996) ;
- Ministre de la Culture (1996-1999) ;
- Ministre du Développement (1999-2000) ;
- Ministre de la Culture (2000-2004) ;
- Ministre de la Défense (2009-2011) ;
- Vice-président du gouvernement, ministre des Finances (2011-2012) ;
- Vice-président du gouvernement, ministre des Affaires étrangères (depuis 2013).

En 2007, après la sévère défaite de son parti aux législatives, il annonça son intention d'en briguer la direction. Il fut finalement défait par Giórgos Papandréou (38 % des voix contre 55 %).
Après un passage au ministère de la Défense nationale, dans le cabinet de son rival, Giórgos Papandréou, il est nommé vice-Premier ministre, ministre des Finances le 17 juin 2011, dans le même cabinet, à la suite du mécontentement populaire qui s'est accru après l'annonce d'un nouveau plan d'austérité. Sa nomination à ce poste régalien est, pour certains médias grecs, une belle revanche de Venizélos qui n'a jamais caché ses ambitions au sein du gouvernement de son rival au sein du PASOK. Alors que l'ancien vice-gouverneur de la Banque centrale européenne, Loukás Papadímos, est nommé Premier ministre, en novembre 2011, Venizélos conserve son portefeuille ministériel dans le nouveau gouvernement.
Le 23 novembre 2011, le Financial Times le désigne plus mauvais ministre des Finances de la zone euro. Fin mars 2012, il prend les rênes du PASOK, en remplacement de son rival Papandréou.
Il n'a aucun lien avec son homonyme Elefthérios Venizélos,.
Le 9 mai 2012, il est chargé de former un gouvernement de coalition à la suite des législatives de mai 2012.